# 한가람 (1998년)
한가람(韓佳람, *Han Ga-ram*, 2001년 2월 20일 ~ )은 대한민국의 축구 선수로, K리그2의 FC 안양에서 미드필더로 활약하고 있다.

## 경력
한가람은 울산 현대 U18 유스팀과 단국대학교를 거쳐 2023년 FC 안양에 입단하였다.  
프로 데뷔 이후 중원에서의 왕성한 활동량과 패스 전개 능력을 기반으로 경기 운영에 기여하고 있다. 아직 K리그 주요 기록은 많지 않지만, 로테이션 자원으로 꾸준히 출전 중이다. [출처 필요]

## 신상 정보
- **출생일**: 2001년 2월 20일
- **키/체중**: 174cm / 66kg
- **포지션**: 중앙 미드필더
- **등번호**: 27번

## 기타
- 2023년 K리그2 기준, 리그 경기 일부 교체 출전하며 경험을 쌓는 중이다. [출처 필요]